# Веретільницеві
Веретільницеві або веретінницеві (Anguidae) — родина ящірок, що включає 12 сучасних родів, до яких загалом належаить близько 120 видів. Веретільницеві зустрічаються в Євразії і у Новому Світі.

## Опис
Веретільницеві є різноманітною родиною ящірок. Серед них зустрічаються як змієподібні, безногі види (наприклад веретільниця ламка), так і звичайні види з чотирма кінцівками, на яких є по п'ять пальців. У всіх Веретільницевих луска підкріплена невеликими кістковими пластинками.
У багатьох видів з обох боків є розтяжна складка шкіри, що полегшує проковтування їжі і дихання, а також допомагає при відкладанні яєць. Як і у справжніх ящірок, хвіст Веретільницевих легко відпадає і після деякого часу виростає знову (аутотомія), проте не повністю. На відміну від змій у веретільницевих рухливі повіки очей, а також слухові отвори.
У Веретільницевих сильні щелепи, в більшості випадків з притупленими жувальними зубами. Їжею більшості веретільницевих є комахи, молюски, а також інші ящірки і дрібні ссавці. Деякі види відрізняються живородінням.

## Систематика
підродина Anguinae:
- Anguis Linnaeus, 1758
- Dopasia Gray, 1853
- Hyalosaurus Günther, 1873
- Ophisaurus Daudin, 1803
- Pseudopus Merrem, 1820

підродина Diploglossinae:
- Celestus Gray, 1839
- Diploglossus Wiegmann, 1834
- Ophiodes Wagler, 1828

підродина Gerrhonotinae
- Abronia Gray, 1838
- Barisia Gray, 1838
- Elgaria Gray, 1838
- Gerrhonotus Wiegmann, 1828

† підродина Glyptosaurinae